# Samuel Friedrich Nathaniel Stein
Pour les articles homonymes, voir Stein.
Samuel Friedrich Nathaniel Stein est un entomologiste prussien, né le 3 novembre 1818 à Niemegk, arrondissement de Zauch-Belzig et mort le 9 janvier 1885 à Prague. Il a surtout travaillé et enseigné en royaume de Bohême.
Il devient professeur à l’institut agricole et forestier de Tharandt en Saxe, à 20 km au sud-ouest de Dresde. Il devient l’un des principaux représentants de l’école de génie forestier d’Allemagne.